# 1988 في كندا
فيما يلي قوائم الأحداث التي وقعت خلال عام 1988 في كندا.

## أحداث
- 13 فبراير – الألعاب الأولمبية الشتوية 1988

## سياسة

### تعيين في المنصب
- 21 نوفمبر – جون كول عضو مجلس العموم الكندي.

## رياضة
- 12 يونيو – جائزة كندا الكبرى 1988 الفائز آيرتون سينا.

## أفلام
من الأفلام التي صدرت هذه السنة في كندا:
- 1 يناير – المتهم من إخراج جوناثان كابلان.
- 1 يناير – النسر الحديدي 2 من إخراج Sidney J. Furie [الإنجليزية]‏.
- 12 أغسطس – الإغراء الأخير للسيد المسيح من إخراج مارتن سكورسيزي.

## مواليد

### يناير
- 1 يناير – أليكس ديسروشس
- 1 يناير – إليس جاتشن
- 12 يناير – كلاود جيرو لاعب هوكي جليد كندي.
- 19 يناير – تايلر بريز مصارع محترف كندي.
- 21 يناير – فاليري تترولت لاعبة كرة مضرب كندية.

### فبراير
- 14 فبراير – كاتي بولاند ممثلة كندية.
- 22 فبراير – تريسي سبيريداكوس

### مارس
- 25 مارس – إريك نودسين ممثل كندي.

### أبريل
- 7 أبريل – كيرستي لاي درّاجة طريق كندية.

### مايو
- 6 مايو – ميراندا أيم

### يونيو
- 2 يونيو – أمبير مارشال ممثلة كندية.
- 15 يونيو – بيتر بولانسكي لاعب كرة مضرب كندي.
- 16 يونيو – إميلي باتي متسابقة دراجات كندية.

### يوليو
- 20 يوليو – ستيوارت آيكن مغني كندي.

### سبتمبر
- 10 سبتمبر – كوكو روتشا عارضة كندية.
- 26 سبتمبر – ليلي سينغ

### أكتوبر
- 15 أكتوبر – جينا تالاكوفا عارضة أزياء كندية.

### نوفمبر
- 8 نوفمبر – جيسيكا لاوندز

### ديسمبر
- 17 ديسمبر – كريس جوزيف لاعب كرة سلة كندي.
- 26 ديسمبر – زارا بارينج
- 31 ديسمبر – كايل جونسون لاعب كرة سلة بريطاني.

## وفيات

### مارس
- 20 مارس – جيل إيفانز (مواليد 1912) عازف بيانو أمريكي.

### أغسطس
- 17 أغسطس – فرانكلين ديلانو روزفلت، الابن (مواليد 1914) سياسي أمريكي.

### نوفمبر
- 27 نوفمبر – فيكتور هيربيرت تايت (مواليد 1892) لاعب هوكي جليد كندي.